# Berthold Leibinger Zukunftspreis

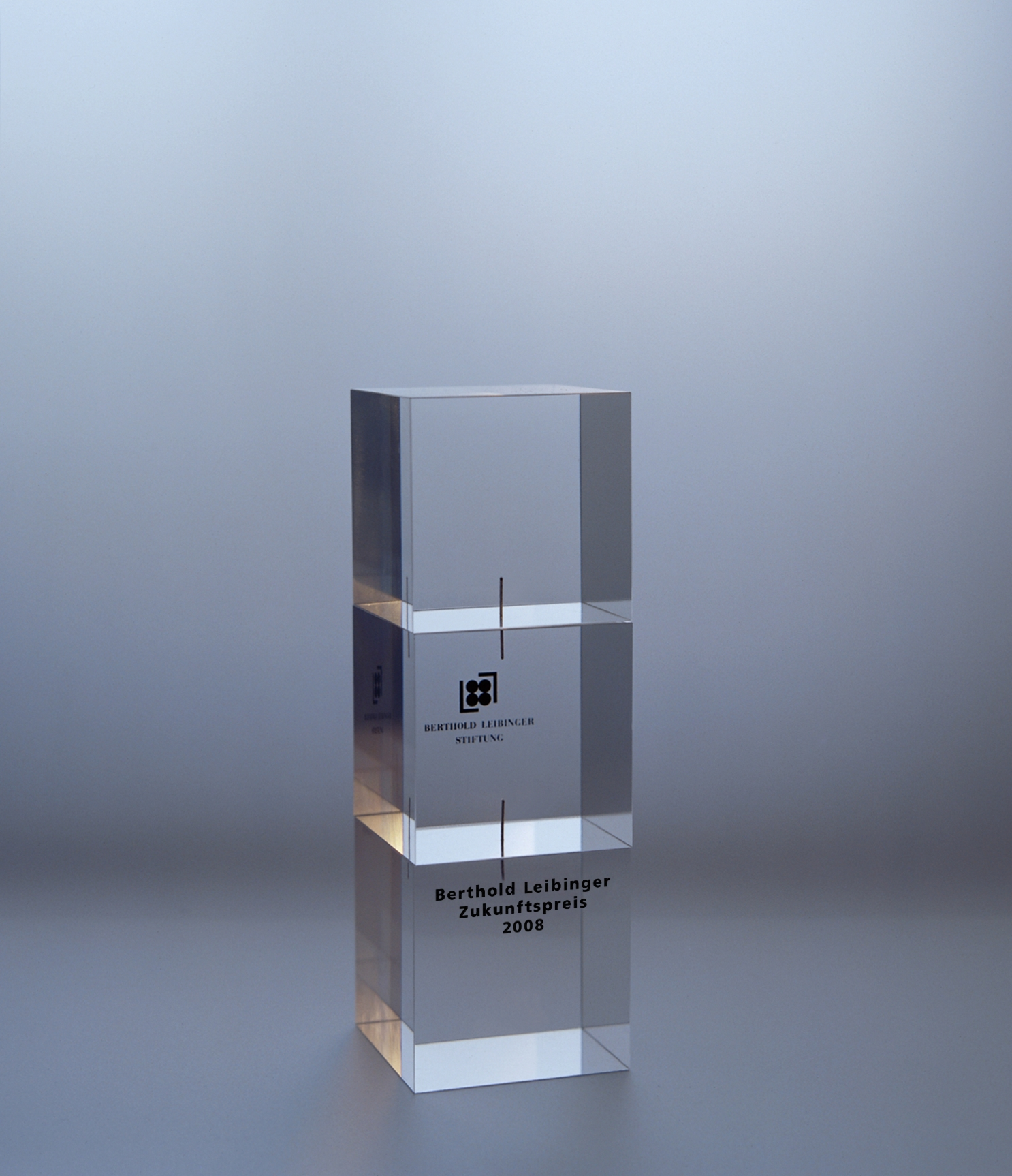
O Berthold Leibinger Zukunftspreis

O Berthold Leibinger Zukunftspreis é uma condecoração internacional para pesquisas de destaque sobre a aplicação ou geração de luz laser. É concedido desde 2006 bi-anualmente com um valor monetário de 30.000 euros (situação em 2012) pela Berthold Leibinger Stiftung. O juri internacional é composto por especialistas em laser, médicos e representantes de empresas.

## Recipientes
| Ano  | Recipiente           | Instituição                                      | Área |
| ---- | -------------------- | ------------------------------------------------ | --- |
| 2006 | H. Jeff Kimble       | Instituto de Tecnologia da Califórnia            | Ressonador eletrodinâmico quântico                                                                        |
| 2008 | Xiaoliang Sunney Xie | Universidade Harvard                             | Biofísica de molécula única e microscopia óptica não-linear                                               |
| 2010 | Federico Capasso     | Universidade Harvard                             | Laser de Cascata Quântica                                                                                 |
| 2012 | Osamu Kumagai        | Sony Corporation                                 | Laser de diodo de multi comprimento de onda para a reversa de três gerações de sistemas de unidade óptica |
| 2014 | Philip Russell       | Instituto Max Planck Institute de Ciência da Luz | Fibra de cristal fotônico (Photonic Crystal Fibre - PCF)                                                  |
| 2016 | Gérard Mourou        | École Polytechnique                              | Amplificação de pulso gorjeado (Chirped Pulse Amplification)                                              |